# Política de vistos do Canadá
A política de vistos do Canadá exige que qualquer cidadão estrangeiro que deseje entrar no país obtenha um visto de residente temporário em uma das missões diplomáticas canadenses, a menos que possua um passaporte emitido por um dos 54 países e territórios elegíveis isentos de visto ou comprovante de residência permanente nos Estados Unidos.
Todos os viajantes isentos de visto para o Canadá (exceto cidadãos dos Estados Unidos e residentes permanentes) são obrigados desde 10 de novembro de 2016 a obter uma Autorização Eletrônica de Viagem (eTA) ao chegar ao Canadá por via aérea. Os viajantes puderam fazer a solicitação antecipadamente a partir de 1º de agosto de 2015.

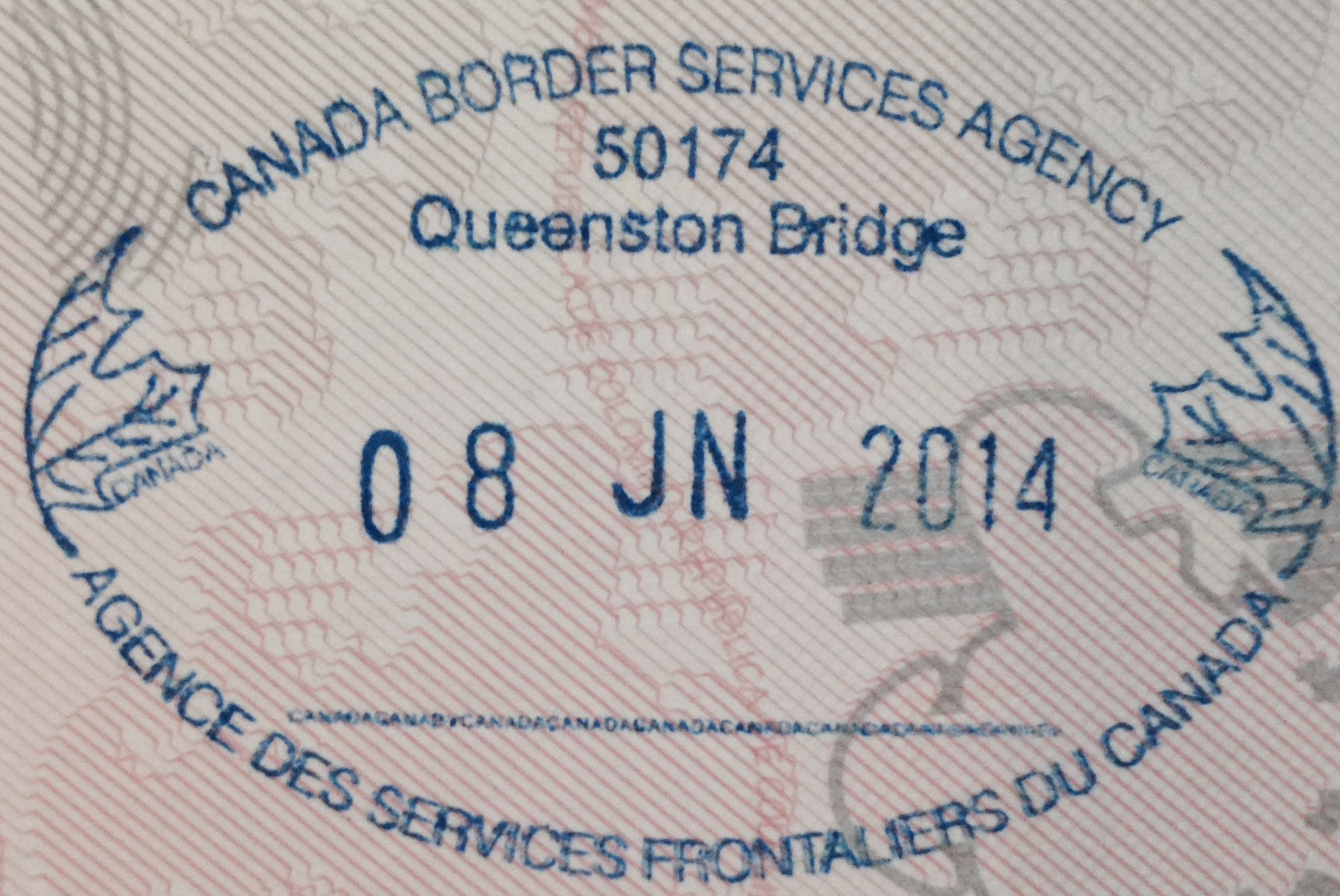
Carimbo de passaporte de entrada no Canadá emitido para um cidadão da Colômbia pela Agência de Serviços de Fronteira do Canadá (Canada Border Services Agency) no cruzamento de fronteira Lewiston-Queenston em 2014.

As solicitações de vistos de visitante, autorizações de trabalho, de estudo e certos tipos de residência permanente podem ser enviadas on-line. Entretanto, esses solicitantes devem fornecer seus dados biométricos (fotografia e impressões digitais) como parte do processo de solicitação. Dependendo do país pelo qual o passaporte foi emitido, o pedido de visto pode ter de ser apresentado em um centro de solicitação de visto em uma missão diplomática canadense.

## Mapa da política de vistos

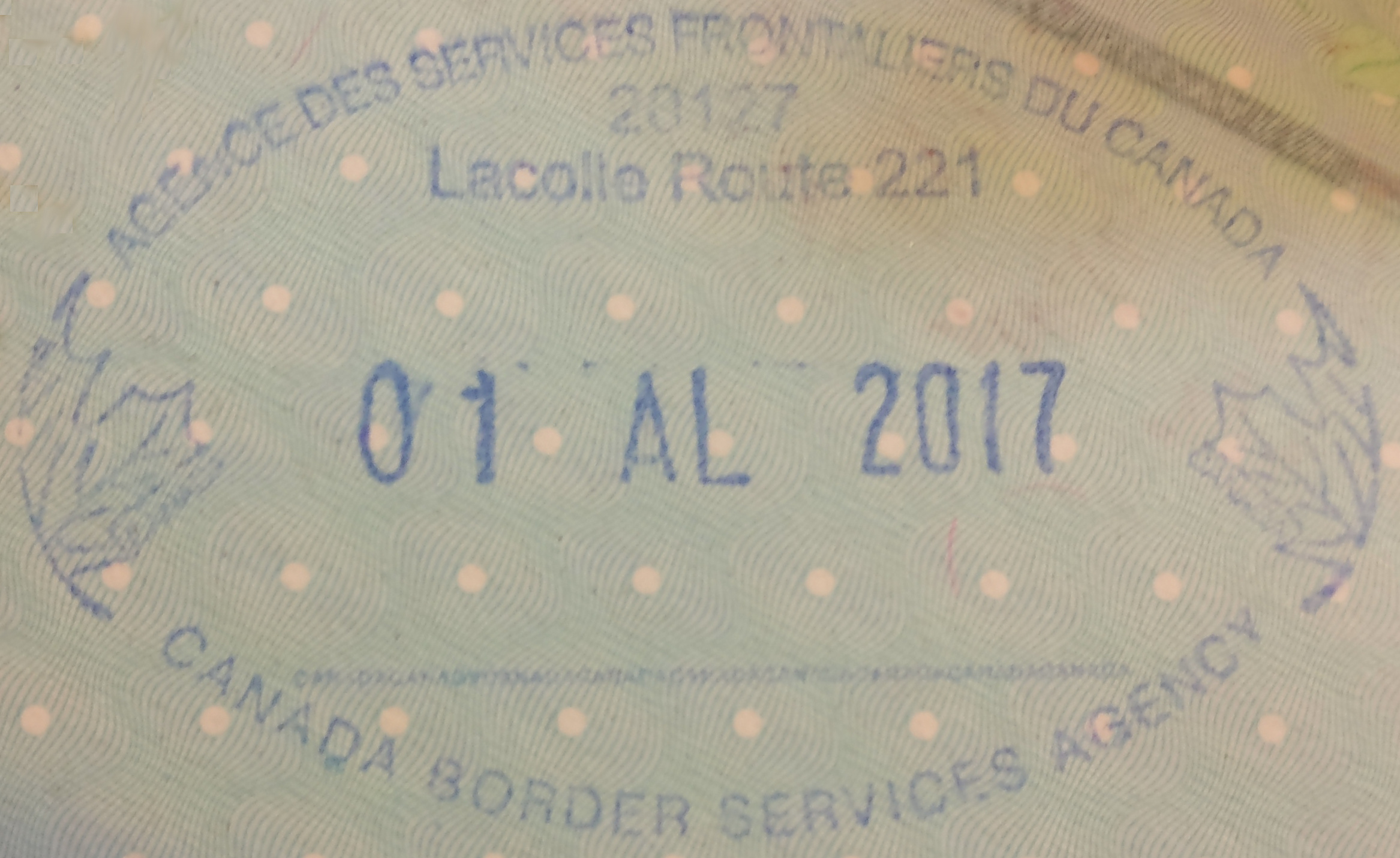
Carimbo de passaporte de entrada para o Canadá emitido para um cidadão da Eslováquia no cruzamento de fronteira Overton Corners-Lacolle 221 em 2017, com o idioma francês em primeiro lugar.

Canadá
Isenção de visto; a eTA não é necessária
Isenção de visto; eTA exigida para viagens aéreas, não exigida para viagens terrestres ou marítimas
Isenção de visto para aqueles que obtiveram um visto canadense nos últimos 10 anos ou que possuem um visto válido de não imigrante dos EUA, apenas para viagens aéreas, eTA necessário; visto necessário por terra ou mar
Visto necessário

## Isenções de visto
Os portadores de passaportes emitidos pelos 54 países e territórios a seguir podem visitar o Canadá sem obter um visto por um período de até 6 meses. Eles precisam obter uma eTA se chegarem por via aérea, exceto os cidadãos dos EUA e os cidadãos da França residentes em Saint Pierre e Miquelon que chegam diretamente do território, que estão isentos da exigência de eTA e não podem solicitar tal autorização. Os cidadãos de determinados países devem chegar por via aérea se não tiverem um visto canadense.
Os visitantes são elegíveis se estiverem em boas condições de saúde, se puderem convencer um oficial de imigração de que têm vínculos (emprego, residência, ativos financeiros ou família) que os levarão de volta ao país de origem e se possuem dinheiro suficiente para a estadia. Em alguns casos, pode ser exigido um exame médico ou uma carta-convite. Os oficiais de imigração têm o poder de limitar a duração da entrada dos visitantes no país, bem como impor condições adicionais.
| - União Europeia                                                                            | | |
| - Andorra - Austrália - Bahamas - Barbados - Brunei - Chile - Hong Kong - Islândia - Israel | - Japão - Liechtenstein - México - Mónaco - Nova Zelândia - Noruega - Papua-Nova Guiné - Samoa - San Marino | - Singapura - Ilhas Salomão - Coreia do Sul - Suíça - Taiwan - Emirados Árabes Unidos - Reino Unido - Estados Unidos - Vaticano |

| Data de alteração do visto |                                                                        |
| --- | ---------------------------------------------------------------------- |
| - Desconhecido: Andorra, Chipre, Liechtenstein, Portugal, Singapura, Suíça, Vaticano - Cidadãos australianos, de Barbados, britânicos, irlandeses, neozelandeses, de Papua Nova Guiné, de Samoa, das Ilhas Salomão e dos Estados Unidos nunca precisaram de visto para entrar no Canadá - 1º de julho de 1949: Suécia - 15 de outubro de 1949: Dinamarca - 1º de dezembro de 1949: Bélgica e Luxemburgo - 1º de janeiro de 1950: Países Baixos - 1º de abril de 1950: Noruega - 1º de maio de 1950: França? - 15 de abril de 1952: Mônaco? - 9 de novembro de 1952: Itália - 1º de maio de 1953: Alemanha? - 1956: Áustria - 1º de janeiro de 1959: Finlândia - 30 de outubro de 1959: Grécia (?) - 25 de janeiro de 1960: Espanha (?) - 1º de novembro de 1962: Islândia - 15 de novembro de 1962: San Marino - 20 de setembro de 1964: Japão - 9 de março de 1984: Israel - 1º de maio de 1994: Coreia do Sul - 1 de agosto de 1995: Eslovênia - 1º de julho de 1997: Hong Kong - 27 de setembro de 2006: Estônia - 31 de outubro de 2007 Letônia - 29 de fevereiro de 2008: Hungria (retomada), Lituânia, Polônia e Eslovênia - 28 de março de 2009: Croácia - 22 de novembro de 2010: Taiwan - 14 de novembro de 2013: República Tcheca (retomado) - 22 de novembro de 2014: Chile (retomado) - 1 de dezembro de 2016: México (retomado) - 1 de dezembro de 2017: Bulgária e Romênia - 5 de junho de 2018: Emirados Árabes Unidos Cancelada: - N/A: África do Sul - 28 de setembro de 1978: Cuba, Equador, El Salvador, Gana e Uganda - 1º de dezembro de 1978: Irã - 20 de dezembro de 1979: Chile (foi retomado em 1º de fevereiro de 1995) - 25 de setembro de 1980: Haiti - 15 de outubro de 1981: Índia - 7 de setembro de 1983: Bangladesh e Sri Lanka - 14 de março de 1984: Guatemala, Guiana, Jamaica e Peru - 21 de novembro de 1985: República Dominicana - 17 de julho de 1986: Portugal (foi retomado) - 7 de janeiro de 1987: Gâmbia, Serra Leoa, Ilhas Maurício, Tanzânia, Turquia - 6 de julho de 1987: Brasil - 18 de setembro de 1987: Bolívia e Honduras - 4 de dezembro de 1987: Fiji - 7 de setembro de 1988: Panamá - 28 de novembro de 1988: Nicarágua - 11 de dezembro de 1988: Trinidad e Tobago - 6 de agosto de 1990: Argentina e Quênia - 16 de maio de 1991: Tonga - 4 de maio de 1992: Belize, Lesoto, Malaui, Paraguai, Seychelles, Suriname, Uruguai e Zâmbia - 1º de agosto de 1995: Venezuela - 5 de junho de 1996: Chile (foi retomado em 2014) - 8 de outubro de 1997: República Tcheca (foi retomado em 2013) - 5 de dezembro de 2001: Dominica, Granada, Hungria (foi retomada em 2008), Kiribati, Nauru, Tuvalu, Vanuatu, Zimbábue - 5 de setembro de 2002: Arábia Saudita - 24 de setembro de 2002: Malásia - 11 de maio de 2004: Costa Rica - 13 de julho de 2009: México (foi retomado em 2016) - 13 de setembro de 2012: Botsuana, Eswatini, Namíbia, Santa Lúcia e São Vicente e Granadinas - 22 de novembro de 2014: São Cristóvão e Névis - 27 de junho de 2017: Antígua e Barbuda |                                                                        |
| | Esta lista está incompleta. Você pode ajudar a Wikipédia expandindo-a. |

#### Permanência permitida
Na entrada, os Oficiais de Serviços de Fronteira do Canadá (BSO) carimbam os passaportes ou documentos de viagem e os visitantes têm direito a uma permanência de 6 meses a partir da data de entrada. No entanto, se uma data específica estiver escrita no carimbo, o visitante deve deixar o Canadá antes dessa data. Os visitantes que desejarem estender a data de seu status devem fazer a solicitação 30 dias antes do vencimento.

#### Critérios de inclusão
Para ser adicionado à lista de isenção de visto, um país deve atender a cerca de 40 condições, agrupadas em sete categorias:
- condições socioeconômicas
- questões de imigração
- integridade do documento de viagem
- questões de segurança e proteção
- gerenciamento de fronteiras
- questões de direitos humanos
- considerações bilaterais.

A decisão é tomada por meio da análise de todos os critérios em uma revisão geral, em vez de uma lista de verificação, de modo que há um certo nível de flexibilidade.

### Autorização eletrônica de viagem
Em dezembro de 2013, o governo canadense anunciou a intenção de introduzir um sistema chamado Autorização Eletrônica de Viagem (Electronic Travel Authorization) (eTA), semelhante ao Sistema Eletrônico para Autorização de Viagem (ESTA) dos Estados Unidos, como parte de um plano de ação para estabelecer uma abordagem comum para a triagem de estrangeiros isentos de visto. O Comissário de Privacidade do Canadá expressou preocupação com o plano. Os viajantes puderam se inscrever em 1º de agosto de 2015 e o esquema entrou em vigor em 10 de novembro de 2016.
Os visitantes podem se inscrever pelo site da Imigração, Refugiados e Cidadania do Canadá (Immigration, Refugees and Citizenship Canada) (IRCC) e precisam pagar uma taxa de recuperação de custos de CA$ 7. Os visitantes precisam fornecer dados pessoais, passaporte e informações sobre o histórico, que incluem cidadania adicional, fundos disponíveis, informações sobre emprego e detalhes de contato. Os solicitantes também precisam responder a perguntas sobre sua saúde, histórico de imigração e sobre quaisquer condenações que possam ter. Ao contrário de um pedido de visto, há menos perguntas em geral e nenhuma pergunta sobre seu plano de viagem detalhado. Após uma avaliação de risco do solicitante, deve ser emitida uma eTA válida para múltiplas entradas no Canadá por um período de até cinco anos ou até a data de validade do passaporte - o que for menor.

#### Cidadãos isentos de visto
Uma eTA é obrigatória para todos os cidadãos isentos de visto ao chegarem por via aérea (exceto para cidadãos americanos e residentes permanentes). No entanto, a eTA não é necessária para a entrada por terra por meio de uma das passagens de fronteira terrestre com os EUA ou para a entrada por mar. Após a chegada em um porto de entrada, a admissão no Canadá é concedida a critério da Agência de Serviços de Fronteira do Canadá.

#### Cidadãos que precisam de visto
Os cidadãos dos seguintes países que tenham obtido um visto canadense nos últimos 10 anos ou que tenham um visto válido de não imigrante dos EUA podem solicitar uma eTA em vez de um visto para viajar para o Canadá por via aérea. Entretanto, ainda é necessário um visto canadense válido para viajar ao Canadá por terra ou mar.
| - Antígua e Barbuda - Argentina - Brasil - Costa Rica - Marrocos | - Panamá - Filipinas - São Cristóvão e Nevis - Santa Lúcia - São Vicente e Granadinas | - Seicheles - Tailândia - Trindade e Tobago - Uruguai |

A maioria das pessoas que usa um documento de viagem de refugiado das Nações Unidas para viajar para o Canadá precisa de um visto de visitante.

#### Isenções de eTA
As seguintes pessoas estão isentas de obter uma eTA:
- portadores de um documento de viagem canadense válido para refugiados estão isentos das exigências de visto e da eTA;[54]
- cidadãos franceses que residem em Saint Pierre e Miquelon e entram no Canadá diretamente do território;
- portadores de vistos canadenses;
- visitantes, estudantes ou trabalhadores com uma permissão válida de estudo, trabalho ou residência temporária que visitam apenas os Estados Unidos ou Saint Pierre e Miquelon, desde que retornem ao Canadá antes do término do período de permanência autorizada;
- estrangeiros que transitem por um aeroporto canadense sob o programa Transit Without Visa ou China Transit.
- membros da tripulação;
- membros das forças armadas visitantes de um estado designado;
- portadores de aceitação diplomática;
- pessoas que estejam realizando inspeções dos procedimentos de operação de voo ou da segurança da cabine de uma companhia aérea comercial que opere voos internacionais e que possuam documentações válidas.

Além disso, as pessoas em um voo com origem ou destino nos Estados Unidos e que parem no Canadá para reabastecimento não precisam de uma eTA, nem as pessoas em um voo que tenha feito um pouso de emergência no Canadá.
As seguintes pessoas não precisam de uma eTA para entrar no Canadá por via aérea e estão impedidas de solicitar essa autorização:
- Residentes permanentes do Canadá (inclusive aqueles que não renunciaram formalmente à sua residência permanente).[55]
- Cidadãos e nacionais dos EUA.
- Residentes permanentes nos EUA.

#### Cidadãos com dupla nacionalidade e residentes permanentes
Os cidadãos canadenses que também têm cidadania ou nacionalidade de um país isento de visto (exceto os Estados Unidos) e não têm um passaporte canadense válido estão impedidos de solicitar uma eTA e devem entrar no Canadá com um passaporte canadense quando chegarem ao Canadá por via aérea. No entanto, aqueles que têm um voo para o Canadá em 10 dias e atendem aos requisitos podem solicitar uma autorização especial única on-line, que é válida por no máximo 4 dias a partir da data de início da viagem do solicitante e uma única entrada no Canadá. Para se qualificar, eles devem atender a um dos seguintes requisitos:
- ter tido anteriormente um passaporte canadense;
- ter recebido um certificado de cidadania canadense; ou,
- ter recebido a cidadania canadense depois de se tornar residente permanente (ou seja, um cidadão naturalizado).

A autorização especial não se aplica aos cidadãos canadenses que não atendem aos requisitos ou àqueles que estão entrando no Canadá por terra ou mar. Como os portadores de passaportes dos EUA não precisam solicitar uma eTA em nenhuma circunstância, essa medida também não se aplica a eles, e eles podem continuar a viajar para o Canadá com seus passaportes dos EUA por via aérea, mesmo que não tenham um passaporte canadense.
Os residentes permanentes (PR) do Canadá de países isentos de visto também estão impedidos de solicitar uma eTA e devem viajar com seu cartão de PR (PR Card) válido ou com um documento de viagem de residente permanente (PRTD) único ao viajar para o Canadá por via aérea, a menos que tenham um passaporte dos EUA. Aqueles sem cartões de PR ou PRTDs válidos não podem embarcar em um voo para o Canadá e, se não quiserem mais manter seu status de residente permanente, devem renunciar a ele primeiro para se qualificarem para uma eTA. Como alternativa, eles podem entrar no Canadá por terra ou mar.
Os cidadãos canadenses que viajam sem passaporte canadense ou americano e os residentes permanentes regularmente têm problemas para fazer o check-in on-line de voos para o Canadá, pois os sistemas das companhias aéreas não conseguem encontrar a confirmação da eTA. Assim, esses viajantes são forçados a fazer o check-in no aeroporto. Em alguns casos, o embarque é negado aos viajantes devido à implementação incorreta das isenções de eTA pelas companhias aéreas.

## Trânsito
Os estrangeiros que precisam transitar pelo Canadá para chegar ao seu destino final e ainda não estão autorizados a viajar para o Canadá como visitantes (com um visto, eTA ou isenção) precisam de um visto de trânsito, a menos que preencham uma das condições listadas abaixo.
Um plano foi anunciado em 2015 para permitir que todos os passageiros transitem sem visto pelo Aeroporto Internacional de Vancouver. Não se sabe se ou quando esse plano será implementado.

### Isenções especiais para viajantes de e para os Estados Unidos
O Programa de Trânsito sem Visto (TWOV) e o Programa de Trânsito da China (CTP) permitem que determinados cidadãos não isentos de visto transitem pelo Canadá a caminho de e para os Estados Unidos sem um visto de trânsito canadense e sem solicitar a obtenção da eTA. Para serem elegíveis, eles devem atender aos seguintes critérios:
- possuir um visto dos EUA;
- viajar em uma companhia aérea aprovada (Air Canada, Air Canada Rouge, Air China, Cathay Pacific, China Eastern, China Southern, Hainan Airlines, Philippine Airlines, Westjet, Xiamen Airlines, bem como voos da Air Canada Express operados somente pela Jazz Air. Voos codeshare operados por uma companhia aérea que não esteja na lista não são elegíveis),
- transitar por um aeroporto internacional canadense participante:
  - Aeroporto Internacional de Vancouver
  - Aeroporto Internacional de Calgary
  - Aeroporto Internacional de Winnipeg
  - Terminal 1 do Aeroporto Internacional Pearson de Toronto
  - Aeroporto Internacional de Montreal-Trudeau: somente para participantes do CTP; ao viajar para os EUA de um dos aeroportos permitidos em qualquer voo da Air Canada, Air Canada Express e Air Canada Rouge via Montreal, ou ao viajar dos EUA em qualquer voo da Air Canada, Air Canada Express e Air Canada Rouge para Montreal,[1]
    - deixar o Canadá dentro de 24 horas.

Além disso, os passageiros devem permanecer na área de trânsito internacional quando chegarem dos EUA, ou na área de pós-liberação alfandegária quando chegarem de um terceiro país e tiverem passado pela imigração e alfândega dos EUA. Não é permitido sair da área designada.
Ao viajar para os EUA, o passageiro deve ter um visto americano válido e não vencido para passar pela imigração e alfândega dos EUA. Entretanto, um visto americano vencido é aceitável para trânsito ao viajar dos EUA para um terceiro país se o passageiro não tiver ultrapassado o período autorizado nos EUA e não estiver sob uma ordem de remoção ou deportação.
Os cidadãos dos seguintes países são elegíveis para o TWOV:
- Indonésia
- Filipinas
- Taiwan (somente para aqueles cujo passaporte não contenha um número de identificação pessoal)
- Tailândia

Para o Programa de Trânsito da China, o passageiro deve ter um passaporte da China e sair de um dos seguintes aeroportos como o último ponto de embarque ao viajar para os EUA: Pequim-Capital, Chengdu, Fuzhou, Guangzhou, Harbin, Shanghai-Pudong, Shanghai-Hongqiao, Shenyang e Xiamen na China continental, bem como Hong Kong, Manila, Seul-Incheon, Taipei-Taoyuan, Nagoya-Chubu, Osaka-Kansai, Tóquio-Haneda e Tóquio-Narita fora da China continental. Não há restrições de ponto de embarque ou desembarque quando o passageiro está viajando dos EUA para um terceiro país.

## Tipos de residentes temporários e vistos canadenses

### Tipos de residentes temporários
De acordo com as definições do governo canadense, um residente temporário, em oposição a um residente permanente, é "um cidadão estrangeiro legalmente autorizado a entrar no Canadá para fins temporários". Os residentes temporários estão sujeitos a várias condições, como a duração da estadia e a capacidade de trabalhar ou estudar enquanto estiverem no Canadá.
Há quatro tipos de residentes temporários:
- visitantes,
- estudantes,[66]
- trabalhadores estrangeiros temporários (TFWs),

- portadores de permissão de residência temporária (TPR).

Com exceção dos visitantes que podem entrar no Canadá com prova de cidadania, uma eTA ou um visto de residente temporário, dependendo de sua nacionalidade, todos os outros residentes temporários devem ter autorizações válidas enquanto estiverem no Canadá, que devem ser aplicadas antes da chegada, na chegada ou após a chegada. Eles também podem precisar de uma eTA ou de um visto de residente temporário para entrar novamente no Canadá.
As pessoas com status de residente temporário no Canadá podem solicitar a prorrogação de sua estadia preenchendo um requerimento pelo menos 30 dias antes do término de seus períodos de estadia autorizados.

#### Permissão de estudo na chegada
Portadores de passaportes emitidos pela Groenlândia e pelos Estados Unidos, residentes permanentes dos Estados Unidos, cidadãos franceses residentes em St. Pierre e Miquelon e cidadãos de países isentos de visto são elegíveis para solicitar uma permissão de estudo na chegada se tiverem documentação suficiente.

#### Profissionais do NAFTA
Os cidadãos do México e dos Estados Unidos cujas profissões estão cobertas pelo Acordo de Livre Comércio da América do Norte (NAFTA) podem solicitar uma permissão de trabalho na chegada.

#### Trabalho de férias
O esquema de trabalho de férias do Canadá, International Experience Canada (IEC), oferece aos cidadãos não canadenses a oportunidade de trabalhar no Canadá como TFWs com uma permissão de trabalho IEC. O IEC é dividido em três níveis:
- working holiday,
- jovens profissionais,
- estágio cooperativo internacional.

Dependendo dos acordos com os respectivos países, os cidadãos não canadenses podem se qualificar para participar de todos os três níveis, ou de um ou dois níveis dentre os três. Para se qualificar, é necessário ser cidadão dos seguintes países dentro do limite de idade:
| - Austrália - Áustria - Bélgica - Chile - Costa Rica - Croácia - Chéquia - Dinamarca - Estónia - França - Alemanha - Grécia | - Hong Kong - Irlanda - Itália - Japão - Letónia - Lituânia - México - Países Baixos - Nova Zelândia - Noruega - Polónia - Portugal | - San Marino - Eslováquia - Eslovénia - Coreia do Sul - Espanha - Suécia - Suíça - Taiwan - Ucrânia - Reino Unido |

Cidadãos de outros países ainda podem participar por meio de uma Organização Reconhecida.

### Visto de residente temporário
Os cidadãos da maioria dos países precisam de um visto de residente temporário (TRV) para entrar no Canadá. Eles precisam fazer a solicitação on-line ou em papel em um dos Centros de Solicitação de Visto (VACs).
O Canadá introduziu um programa conhecido como CAN+ para visitantes de alguns países que estiveram no Canadá nos últimos 10 anos ou que possuem um visto americano válido. Ao fazer a solicitação por meio do CAN+, o solicitante somente precisa apresentar seu comprovante de viagem aos EUA ou ao Canadá e pode apresentar menos comprovantes de apoio financeiro. O programa está disponível apenas em determinados escritórios de vistos ou para cidadãos de determinados países.
Os pais e avós de cidadãos canadenses ou residentes permanentes podem solicitar o supervisto para pais e avós, que lhes permite permanecer por até dois anos no Canadá sem renovar seu status. Os cidadãos de um país isento de visto e os residentes permanentes dos EUA também podem solicitar e receber o mesmo benefício, mas não receberão uma etiqueta de visto em seu passaporte. Em vez disso, eles também devem solicitar uma eTA depois que a solicitação for aprovada para poderem viajar para o Canadá.

### Coleta de dados biométricos
O Canadá expandiu seus requisitos de biometria (impressão digital e fotografia) em 2018 e 2019. Os solicitantes de visto de visitante, permissão de estudo, de trabalho ou residência permanente após as datas relevantes devem apresentar seus dados biométricos em um dos VACs, e se estiverem fora do Canadá e dos Estados Unidos, em um dos Centros de Suporte a Solicitações (ASCs), com equipe dos Serviços de Cidadania e Imigração dos Estados Unidos (USCIS), se estiverem nos Estados Unidos, ou em um local designado do Service Canada, se estiverem no Canadá. Para as pessoas que se qualificam para receber uma permissão de trabalho ou de estudo na chegada ou que buscam asilo, a biometria será coletada em um porto de entrada.
A expansão da coleta de biometria foi feita em três etapas:
- desde 31 de julho de 2018, os solicitantes com cidadania de países europeus, do Oriente Médio e da África devem fornecer dados biométricos.
- em 31 de dezembro de 2018, a exigência foi ampliada para cidadãos de países da Ásia, Oceania, América do Norte e América do Sul, exceto para pessoas que já estejam no Canadá.
- em 3 de dezembro de 2019, a exigência foi ampliada para cidadãos estrangeiros localizados no Canadá, completando assim a expansão.[86]

Os dados biométricos são coletados uma vez a cada 10 anos e serão compartilhados com os governos de outros países da Aliança Cinco Olhos. Os solicitantes devem pagar uma taxa como parte de sua solicitação.
Os cidadãos canadenses e as pessoas a quem foi concedida residência permanente (a menos que tenham perdido formalmente a residência permanente) estão isentos da coleta de dados biométricos. As seguintes categorias de pessoas também estão isentas:
- cidadãos e nacionais dos EUA (não isentos se estiverem solicitando residência permanente);
- cidadãos de países isentos de visto e residentes permanentes legais dos EUA que visitam o Canadá temporariamente e possuem uma eTA válida;
- pessoas com menos de 14 ou mais de 79 anos de idade (não isento para solicitantes de asilo com mais de 79 anos);

- diplomatas, ministros de gabinete e chefes de estado;
- pessoas qualificadas em trânsito pelo Canadá sob o TWOV ou CTP e portadores de um visto dos EUA.

As seguintes pessoas não precisam mais ter seus dados biométricos coletados, desde que já tenham sido enviados como parte de sua solicitação:
- requerentes de asilo que solicitam uma permissão de trabalho ou estudo;
- requerentes de residência permanente que solicitem qualquer forma de residência temporária enquanto sua solicitação de residência permanente estiver em andamento.

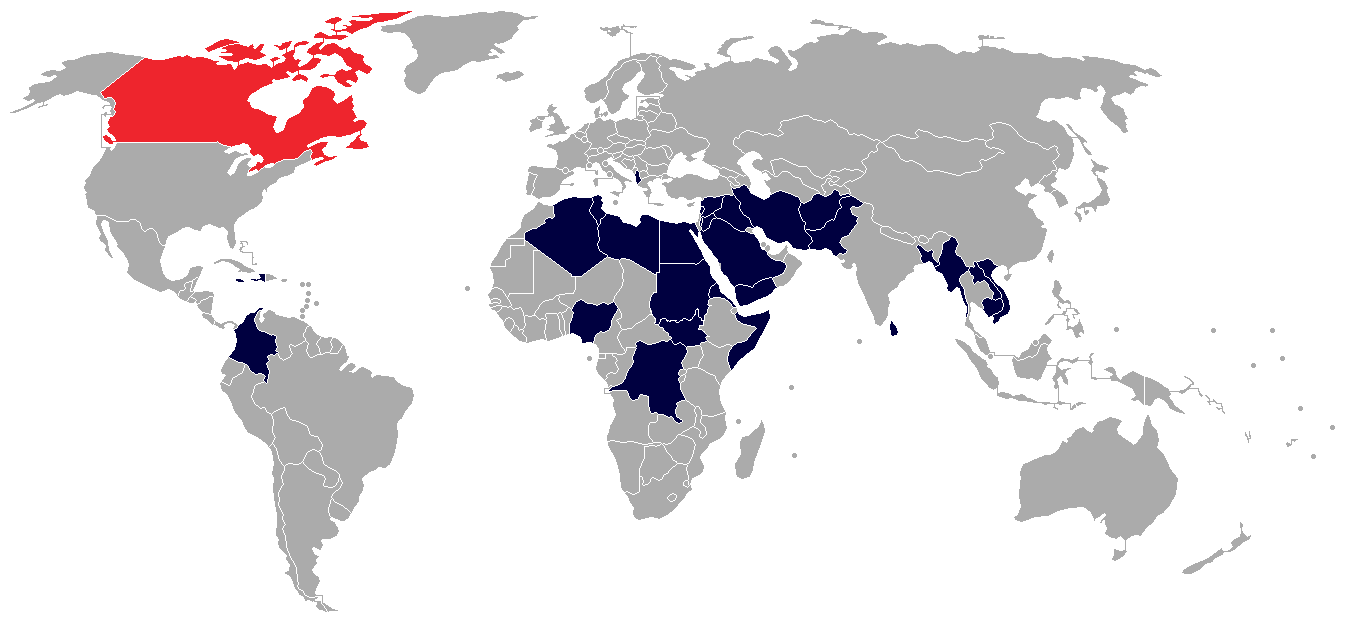
Países cujos cidadãos tiveram que se submeter a uma coleta biométrica obrigatória para obter um visto canadense antes da data de implementação mundial.

Antes de 31 de julho de 2018, os solicitantes dos 30 países a seguir precisavam continuar a fornecer dados biométricos como parte de um requisito piloto de 2013. Aqueles que solicitaram um visto antes de 31 de julho de 2018 tiveram que fornecer seus dados biométricos sempre que enviaram uma solicitação. No entanto, aqueles que enviaram uma solicitação após essa data não precisarão mais fornecer dados biométricos se já os tiverem fornecido no passado, e seus dados biométricos serão válidos por 10 anos a partir da última vez que os forneceram.
| - Afeganistão - Albânia - Argélia - Bangladesh - Camboja - Colômbia - República Democrática do Congo - Egito - Eritreia - Haiti | - Irã - Iraque - Jamaica - Jordânia - Laos - Líbano - Líbia - Myanmar - Nigéria - Paquistão | - Palestina - Arábia Saudita - Somália - Sudão do Sul - Sri Lanka - Sudão - Síria - Tunísia - Vietname - Iémen |  |

## Estatísticas
Número de vistos de turista emitidos:
| Ano  | Número de vistos |
| ---- | ---------------- |
| 2012 | 663.911          |
| 2013 | 685.923          |
| 2014 | 834.362          |
| 2015 | 919.761          |
| 2016 | 1.028.834        |

A maioria dos vistos de visitante em 2016 foi emitida para os cidadãos dos seguintes países:
| País da aplicação | Vistos emitidos |
| ----------------- | --------------- |
| China             | 350.940         |
| Índia             | 148.193         |
| México            | 74.767          |
| Brasil            | 61.571          |
| Filipinas         | 34.889          |
| Irã               | 16.752          |
| Paquistão         | 15.638          |
| Nigéria           | 15.529          |
| Vietname          | 15.013          |
| Indonésia         | 14.555          |

Estatísticas de chegada:
|                   |            |            |            |            |            |
| País/território   | 2017       | 2016       | 2015       | 2014       | 2013       |
| Estados Unidos    | 24.335.415 | 23.895.385 | 22.057.860 | 20.345.412 | 20.435.329 |
| Reino Unido       | 819.530    | 850.841    | 733.280    | 695.787    | 663.219    |
| China             | 694.543    | 624.865    | 511.234    | 471.823    | 365.314    |
| França            | 576.239    | 552.109    | 507.627    | 490.185    | 465.548    |
| Alemanha          | 399.578    | 381.837    | 343.716    | 341.416    | 322.419    |
| Austrália         | 392.364    | 352.345    | 307.123    | 300.844    | 279.936    |
| México            | 366.639    | 252.218    | 204.756    | 180.052    | 156.856    |
| Japão             | 320.309    | 322.220    | 294.934    | 277.305    | 238.474    |
| Coreia do Sul     | 293.666    | 254.759    | 204.741    | 183.770    | 158.523    |
| Índia             | 261.801    | 225.121    | 200.094    | 185.888    | 154.409    |
| Hong Kong         | 149.321    | 158.475    | 152.624    | 141.852    | 133.453    |
| Itália            | 142.870    | 138.114    | 128.422    | 125.935    | 100.795    |
| Brasil            | 140.353    | 115.004    | 113.242    | 100.947    | — 94.555   |
| Países Baixos     | 139.554    | 136.784    | 120.504    | 106.585    | 100.233    |
| Suíça             | 128.563    | 131.901    | 118.202    | 116.358    | 110.303    |
| Taiwan            | 103.642    | 102.629    | 76.124     | 72.436     | 64.036     |
| Espanha           | 99.708     | 90.749     | 76.212     | 68.716     | 56.657     |
| Israel            | 78.340     | 75.638     | 71.361     | 66.529     | 62.806     |
| Bélgica           | 74.047     | 70.704     | 60.479     | 55.715     | 52.457     |
| Filipinas         | 72.276     | 70.644     | 65.409     | 75.746     | 67.401     |
| Nova Zelândia     | 64.154     | 62.118     | 56.622     | 53.186     | 50.809     |
| Suécia            | 51.330     | 51.173     | 43.762     | 43.854     | 40.679     |
| Dinamarca         | 47.918     | 47.155     | 41.612     | 40.652     | 36.597     |
| Singapura         | 37.981     | 37.702     | 35.370     | 36.511     | 35.689     |
| Jamaica           | 32.866     | 32.915     | 30.340     | 29.553     | 27.805     |
| Portugal          | 29.726     | 24.160     | 23.579     | 24.787     | 23.750     |
| Trindade e Tobago | 27.022     | 25.229     | 23.737     | 22.917     | 24.809     |
| Malásia           | 14.448     | 14.233     | 13.450     | 13.543     | 12.681     |
| Grécia            | 14.188     | 13.984     | 13.834     | 12.693     | 12.783     |
| Total             | 30.997.320 | 30.142.291 | 27.554.943 | 25.558.014 | 25.167.015 |

## Mudanças na política de vistos
A política de vistos do Canadá passou por várias mudanças nos últimos anos. Em 1984, cidadãos de 76 países podiam viajar para o Canadá sem visto. O número de países caiu para 54.
Em 5 de setembro de 2002, as restrições de visto foram reintroduzidas para os cidadãos da Arábia Saudita que viajavam para o Canadá porque "a Arábia Saudita não demonstrou a vontade necessária nem que possui a infraestrutura para negar o uso de seus passaportes a terroristas, criminosos ou outras pessoas inadmissíveis".
Em 24 de setembro de 2002, as restrições de visto foram reintroduzidas para cidadãos malaios que viajavam para o Canadá porque "o passaporte malaio e o sistema de emissão de passaportes são vulneráveis a abusos".
Em 11 de maio de 2004, as restrições de visto foram reintroduzidas para cidadãos costarriquenhos que viajavam para o Canadá porque o "número de cidadãos costarriquenhos que viajam para o Canadá para solicitar proteção a refugiados ou para entrar ilegalmente nos Estados Unidos, usando o Canadá como ponto de trânsito, continua a crescer" e também porque há "uma incidência crescente de abuso de documentos costarriquenhos por cidadãos de países vizinhos".
Em 26 de março de 2009, as exigências de visto foram suspensas para cidadãos croatas que viajavam para o Canadá porque "as taxas de violação de imigração e de recusa de solicitação de visto para cidadãos croatas diminuíram constantemente nos últimos cinco anos, enquanto o número de solicitações de refúgio e remoções permaneceu baixo".
Em 13 de julho de 2009, as restrições de visto foram reintroduzidas para os cidadãos mexicanos que viajam para o Canadá devido a três fatores principais: o número de solicitações de refúgio para cidadãos mexicanos aumentou substancialmente de menos de 3.500 em 2005 para quase 9.500 em 2008, a taxa de violação de imigração aumentou constantemente nos últimos três anos e os riscos relacionados a documentos de viagem, crime organizado e corrupção.
Os cidadãos canadenses têm acesso sem visto ao Espaço Schengen, que inclui a República Tcheca. Quando a República Tcheca aderiu à União Europeia com outros 9 países em 2004, a União Europeia iniciou um diálogo com o governo canadense para suspender as exigências de visto para que os cidadãos desses países recebessem reciprocidade de visto entre todos os países de Schengen e o Canadá. O resultado foi a suspensão das exigências de visto para os cidadãos tchecos em outubro de 2007. No entanto, em 16 de julho de 2009, o Canadá reintroduziu as exigências de visto para os cidadãos tchecos, pois a porcentagem de permanência excessiva era muito alta porque muitos ciganos solicitaram asilo. A União Europeia instou o Canadá a que "Essa situação altamente lamentável deve ser encerrada o mais rápido possível". Em outubro de 2013, após uma reforma controversa do sistema de determinação de refugiados que reduziu significativamente o número de pedidos de asilo falsos, o Canadá suspendeu a exigência de visto para os cidadãos tchecos, com vigência imediata em 14 de novembro de 2013.
A partir de 22 de novembro de 2010, os portadores de um passaporte comum de Taiwan com um número de identificação pessoal puderam entrar no Canadá sem visto porque "as taxas de recusa de TRV e o número de violações de imigração, remoções e pedidos de asilo por portadores de passaporte de Taiwan são baixos".
Em 13 de setembro de 2012, Botswana, Namíbia, Santa Lúcia, São Vicente e Granadinas e Eswatini foram removidos da lista de nações isentas. Como resultado, os cidadãos desses cinco países foram obrigados a obter vistos com antecedência para viajar ou transitar pelo Canadá. Botswana, Namíbia e Eswatini foram removidos principalmente devido a preocupações relacionadas ao tráfico de pessoas (especialmente de menores) e ao uso de documentos fraudulentos. Além disso, a Namíbia teve a maior taxa de violação de imigração, com 81% de seus cidadãos no Canadá cometendo violações de imigração, e 71% dos viajantes namibianos fizeram pedidos de asilo em 2011 no Canadá. Santa Lúcia e São Vicente e Granadinas foram removidos principalmente devido à falta de confiabilidade dos documentos de viagem, especialmente porque "os criminosos desses países podem mudar legalmente seus nomes e adquirir novos passaportes". Em certos casos, cidadãos desses dois países "que foram removidos do Canadá como riscos à segurança, retornaram posteriormente usando passaportes diferentes". Além disso, a remoção de Santa Lúcia e São Vicente e Granadinas foi motivada pelo "número inaceitavelmente alto de pedidos de asilo de Santa Lúcia e São Vicente, com cerca de um e meio por cento e três por cento da população desses países fazendo pedidos de asilo no Canadá nos últimos cinco anos".
Em 12 de maio de 2014, fontes do governo canadense anunciaram uma possível remoção das exigências de visto para os cidadãos chilenos, após sua participação como o 38º membro do Programa de Isenção de Visto. As exigências de visto foram finalmente suspensas em 22 de novembro de 2014.
Em outubro de 2014, foi relatado que o Acordo Integral de Economia e Comércio com a União Europeia poderia não ser ratificado pela Bulgária e pela Romênia, a menos que a exigência de visto para seus cidadãos fosse suspensa pelo Canadá. De acordo com a legislação canadense, para que um país seja adicionado à lista de isenção de visto, deve haver menos de 3% de violações de imigração e uma taxa de recusa de visto inferior a 3% em 3 anos. Para os búlgaros, a taxa de violação de imigração foi de 4,4% em 2013 e a taxa média de recusa de visto em 3 anos foi de 15,76%. Para os romenos, a taxa de violação de imigração foi de 2,7% em 2013 e a taxa média de recusa de visto em três anos foi de 15%. Embora os limites não sejam absolutos, as autoridades canadenses notificaram a UE de que não é possível fazer manobras políticas quando a diferença entre o limite e as taxas é muito grande.
A partir de 22 de novembro de 2014, os portadores de passaportes de São Cristóvão e Névis precisam de visto para entrar no Canadá devido a preocupações com a segurança nacional.
Em dezembro de 2014, o Ministro das Relações Exteriores do Canadá, John Baird, anunciou mudanças na legislação que permitiriam um regime de isenção de visto para todos os cidadãos da UE.
Em abril de 2015, o Primeiro-Ministro anterior do Canadá, Stephen Harper, anunciou que os cidadãos brasileiros, búlgaros, mexicanos e romenos que tivessem visitado recentemente o Canadá ou que tivessem um visto válido de não imigrante dos EUA poderiam visitar o Canadá sem visto, mas com uma autorização eletrônica a partir de 2016.
O atual Primeiro-Ministro do Canadá, Justin Trudeau, comprometeu-se a abolir a exigência de visto para os mexicanos que visitam o Canadá. Em 28 de junho de 2016, Trudeau anunciou que a exigência de visto para os cidadãos mexicanos seria suspensa em 1º de dezembro de 2016, embora muitos funcionários do governo tenham criticado o plano e desaconselhado. Os riscos identificados incluem os fracos controles de passaporte do México, um possível aumento de pedidos de asilo falsos, o aumento do tráfico de pessoas e de drogas ilegais e o envolvimento do crime organizado de alguns viajantes. Além disso, os EUA podem potencialmente aumentar os controles de fronteira, o que pode desacelerar o comércio transfronteiriço entre os dois países e prejudicar a economia do Canadá. Os partidos de oposição criticaram que a medida era "uma contrapartida totalmente política" em troca de o governo mexicano suspender a proibição da carne bovina canadense desde 2003.
Em 31 de outubro de 2016, o governo canadense anunciou que o Canadá pretendia suspender a exigência de visto para cidadãos romenos e búlgaros em 1º de dezembro de 2017.
De acordo com a CBC News, fontes confirmaram que, após a eleição de Donald Trump para a presidência dos EUA em 8 de novembro de 2016, foram realizadas reuniões de alto nível entre funcionários do IRCC e de outros departamentos para se prepararem para um possível aumento de solicitantes de asilo e de pessoas que ultrapassam o limite de permanência no México, embora as exigências de visto ainda sejam suspensas em 1º de dezembro, conforme planejado. Alguns funcionários afirmaram que o Canadá reintroduzirá a exigência de visto se o número de solicitantes de asilo for muito alto.
Em 24 de novembro de 2016, o governo canadense anunciou que, a partir de 25 de novembro de 2016, os cidadãos mexicanos poderão solicitar a eTA on-line. No entanto, os mexicanos que entrarem no Canadá antes de 1º de dezembro continuarão a precisar de um visto. No mesmo dia, os cidadãos mexicanos não puderam mais solicitar um visto on-line e tiveram que solicitá-lo em papel por meio de um centro de solicitação de vistos. A exigência de visto foi suspensa em 1º de dezembro, conforme planejado, e a emissão de vistos para cidadãos mexicanos cessou, embora o Statistics Canada preveja que o custo líquido da suspensão da exigência de visto seja de mais de CA$ 262 milhões na próxima década, o que inclui os recursos adicionais de fiscalização da imigração e os custos extras do processamento de pedidos de asilo.
A partir de 1º de maio de 2017, os cidadãos brasileiros, búlgaros e romenos que tiveram um visto canadense nos últimos 10 anos ou que possuem um visto válido de não imigrante dos EUA podem voar ou transitar pelo Canadá sem um visto canadense.
A partir de 27 de junho de 2017, os portadores de passaportes de Antígua e Barbuda precisam de visto para entrar no Canadá devido a preocupações com a integridade dos documentos de viagem de Antígua e Barbuda.
Em 1º de dezembro de 2017, os requisitos de visto foram suspensos para cidadãos búlgaros e romenos que viajavam para o Canadá.
Em 5 de junho de 2018, a exigência de visto foi suspensa para os cidadãos dos Emirados que viajam para o Canadá.
Em 5 de junho de 2018, o governo canadense anunciou que, devido a "um aumento substancial nas solicitações de asilo e viagens sem boa-fé da Romênia, com um número preocupante de viajantes usando passaportes temporários e outros passaportes não eletrônicos", o Canadá impôs imediatamente restrições de visto aos cidadãos romenos que não possuem passaportes biométricos e que não obtiveram uma eTA antes de 1º de dezembro de 2017. As eTAs dessas pessoas, se emitidas a partir de 1º de dezembro de 2017, serão canceladas e elas deverão solicitar um visto nos centros canadenses de solicitação de visto (VACs) mais próximos ou, se tiverem confirmação de reserva para viagens reservadas antes de 5 de junho de 2018 e partirem antes ou em 18 de junho de 2018, pessoalmente em uma embaixada canadense em Bucareste, Londres, Roma ou Viena para processamento de visto no mesmo dia. As pessoas cuja eTA foi emitida antes de 1º de dezembro de 2017 ou aquelas que possuem passaportes biométricos romenos não são afetadas por essa restrição.
Em 6 de junho de 2023, os cidadãos de Antígua e Barbuda, Argentina, Costa Rica, Marrocos, Panamá, Filipinas, São Cristóvão e Névis, Santa Lúcia, São Vicente e Granadinas, Seychelles, Tailândia, Trinidad e Tobago e Uruguai que tiveram um visto canadense nos 10 anos anteriores ou que possuíam um visto válido de não imigrante dos EUA tornaram-se elegíveis para solicitar uma eTA em vez de um visto para viajar para o Canadá por via aérea.

## Documentos de viagem não reconhecidos
O governo canadense não aceita nenhum passaporte emitido pela Somália, passaportes não legíveis por máquina emitidos pela República Tcheca, passaportes temporários emitidos pela África do Sul ou passaportes provisórios emitidos pela Venezuela.
Os portadores de passaportes somalis estão de fato excluídos do Canadá, pois não há autoridade na Somália reconhecida pelo governo canadense como competente para emitir passaportes em nome da Somália e, portanto, as autoridades de imigração canadenses não endossarão vistos em passaportes somalis. Os cidadãos somalis podem viajar com o passaporte de outro país.